# Thiên hoàng Seiwa
Thiên hoàng Seiwa (清和天皇 (Seiwa Tennō) (Thanh Hòa Thiên Hoàng)/ 10 tháng 5 năm 850 – 7 tháng 1 năm 881) là Thiên hoàng thứ 56 của Nhật Bản theo danh sách kế thừa truyền thống
Triều đại Thanh Hòa kéo dài từ năm 858 đến 876

## Phả hệ truyền thống
Seiwa là con trai thứ tư của Thiên hoàng Montoku. Mẹ của ông là Thái hậu Fujiwara no Akirakeiko (明子, còn gọi là hoàng hậu Somedono 染 殿后). Bà là con gái của Fujiwara no Yoshifusa (藤原良房), một viên đại thần nổi tiếng trong chính quyền Nhật Bản. Ông có anh lớn là Thân vương Koretaka (惟喬親王) (844-897).

### Tên thật
Ông có tên là Korehito, là người đầu tiên của hoàng gia được đặt tên cá nhân là "-hito". Tên này cũng phản ánh thứ bậc anh em trong Nho giáo ở Nhật Bản, về sau trở thành một truyền thống để đặt tên cho tên cá nhân của tất cả các thành viên nam của gia đình Hoàng gia theo cách này.
Ông cũng được biết đến như là Thiên hoàng như Mizunoo-no-mikado hoặc Minoo-tei. Lợi dụng người sẽ kế vị Thiên hoàng còn nhỏ tuổi, ông ngoại của ông là Yoshifusa từng bước thao túng chính quyền Thiên hoàng.

### Lên ngôi
Ngày 7 tháng 10 năm 858, Thiên hoàng Montoku (Văn Đức) băng hà và hoàng thái tử là Thân vương Korehito chuẩn bị kế vị ngôi vua.
Ngày 15 tháng 12 năm 858, hoàng thái tử chính thức đăng quang và lấy hiệu là Thiên hoàng Seiwa, đặt niên hiệu là Ten'an (857-859) nguyên niên. Lấy cớ cháu ngoại mới còn ấu thơ, Yoshifusa tự phong chức Sesshō (Nhiếp chính).
Đầu năm 859 (tháng 1 năm Jōgen nguyên niên), vì tiếc thương sự ra đi của Thiên hoàng Montoku, Thiên hoàng Seiwa tuyên bố các lễ hội mừng năm mới của năm nay sẽ bị đình chỉ vì thời gian quốc tang của cha mình.
Năm 859 (Jōgen nguyên niên), Thiên hoàng cho xây dựng đền Iwashimizu ở gần thủ đô Heian-kyō. Đền này thờ thần Hachiman - thần chiến tranh của đạo Shinto.
Trong thời kỳ cai trị của Thiên hoàng Seiwa, vua Đại Kiền Hoảng của vương quốc Bột Hải tiếp tục tiến hành bang giao với Nhật Bản (đời Thiên hoàng Seiwa). Theo ghi chép của Nhật Bản thư kỷ (Nihon Shoki, 日本書紀), vua Đại Kiền Hoảng đã cử 105 quan chức và học giả Bột Hải đến Nhật Bản (đời Thiên hoàng Seiwa), bao gồm cả Lee Geo-Jeong.
Năm 869 (Năm Jōgen thứ 10), hoàng tử Sadaakira (tức Thiên hoàng Yōzei) được sinh ra và hoàng tử được phong làm trữ quân cho Thiên hoàng Seiwa trong cùng năm.
Vua Bột Hải Minh Tông của vương quốc Bột Hải tiếp tục tiến hành bang giao với Nhật Bản (đời Thiên hoàng Seiwa).
Năm 876 (Năm Jōgen thứ 17), vào năm trị vì thứ 18 của Thiên hoàng Seiwa, Thiên hoàng nhường ngôi cho hoàng tử 5 tuổi Sadaakira. Sadaakira lên ngôi, tức Thiên hoàng Yōzei, tôn vua cha làm Thái thượng Thiên hoàng.
Năm 878 (Năm Gangyō thứ hai), Thượng hoàng Seiwa bỏ đi tu tại chùa với pháp danh Soshin(素真).
Ngày 7 tháng 1 năm 881 (ngày 4 tháng 12 niên hiệu năm Gangyō thứ 4): Thượng hoàng Seiwa qua đời ở tuổi 30.

### Niên hiệu
- Ten'an (天安 Thiên An) (857-859)
- Jōgan (貞観 Trinh Quán) (859-877)
- Gangyō (元慶 Nguyên Khánh) (878)

### Các Công khanh
- Nhiếp chính: Fujiwara no Yoshifusa, 804-872.
- Thái Chính đại thần: Fujiwara no Yoshifusa.
- Tả đại thần: Minamoto no Makoto (源信).
- Tả đại thần: Minamoto no Tooru (源融).
- Hữu đại thần: Fujiwara no Yoshimi (藤原良相), 817-867.
- Hữu đại thần: Fujiwara no Ujimune (藤原氏宗).
- Hữu đại thần: Fujiwara no Mototsune, 836-891.
- Nội đại thần:
- Đại nạp ngôn: Fujiwara no Mototsune.